# Jaime Moreno (boliwijski piłkarz)
Jaime Moreno Morales (ur. 19 stycznia 1974 w Santa Cruz) – piłkarz boliwijski grający na pozycji napastnika.

## Kariera klubowa
Moreno urodził się w mieście Santa Cruz i jest wychowankiem tamtejszego klubu Club Blooming. W 1991 roku zadebiutował w jego barwach w pierwszej lidze boliwijskiej. W 1993 roku zmienił barwy klubowe i na pół roku trafił do kolumbijskiego Independiente Santa Fe, ale w 1994 roku wrócił do Blooming i grał tam do jesieni.
W październiku 1994 roku Moreno wyjechał z Boliwii i został zawodnikiem angielskiego Middlesbrough F.C. W „Boro” po raz pierwszy wystąpił w sparingu z Sampdorią, rozegranym z okazji otwarcia nowego stadionu Riverside Stadium. Z kolei w angielskiej Division One zadebiutował 1 października w wygranym 1:0 domowym meczu z Millwall F.C. W Middlesbrough, prowadzonym przez menedżera Bryana Robsona był rezerwowym i zdobył jedną bramkę w sezonie 1994/1995, a zespół ten wywalczył awans do Premiership. W niej Boliwijczyk rozegrał tylko 6 meczów i w 1996 roku podpisał kontrakt z nowo powstałą ligą Stanów Zjednoczonych Major League Soccer. Został zawodnikiem DC United, w barwach którego do końca roku zdobył 3 gole w 9 spotkaniach i wygrał z tym klubem zarówno MLS Cup, jak i US Open Cup.

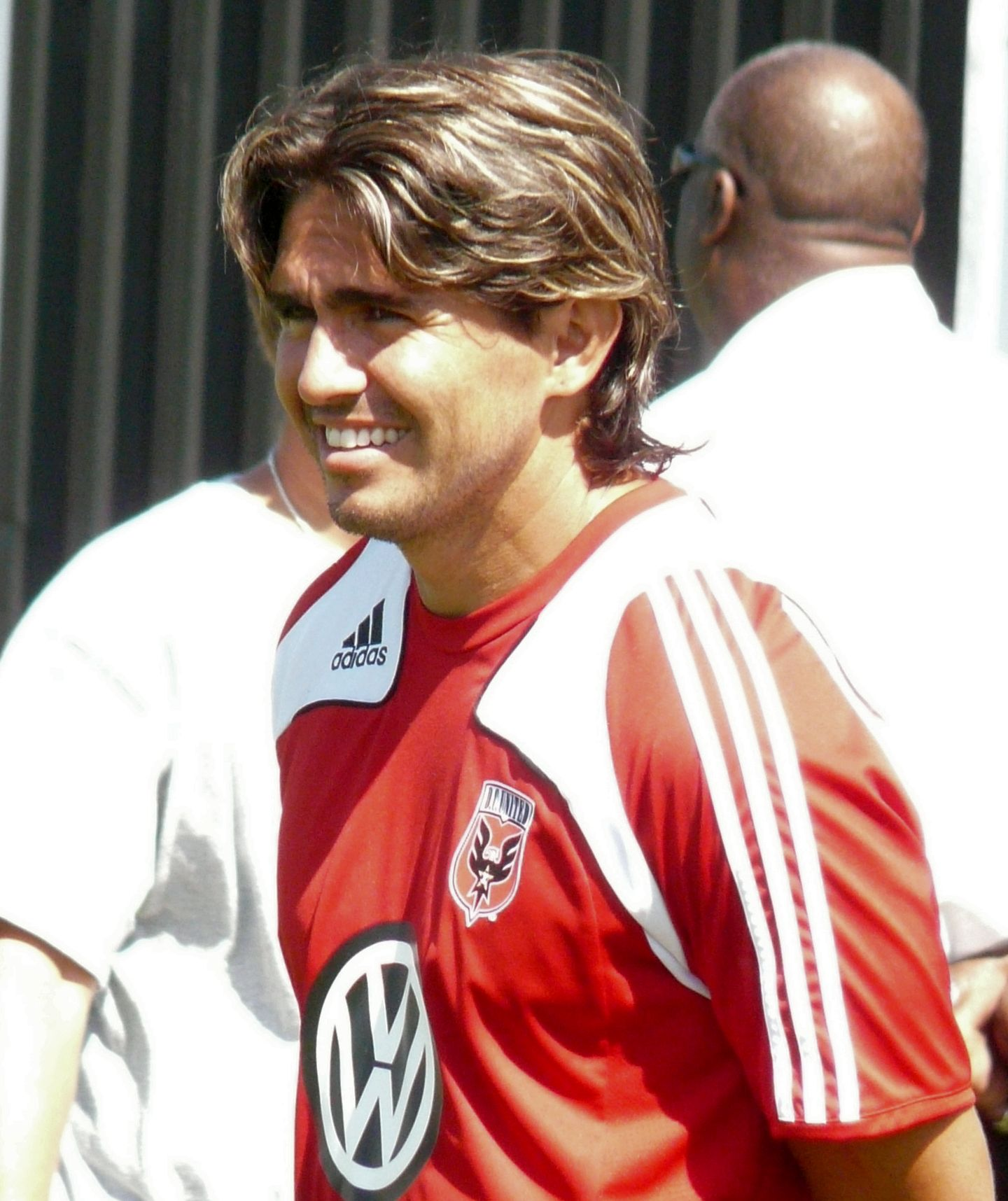
Moreno w 2008 roku

W 1997 roku Moreno stał się czołowym zawodnikiem zespołu z Waszyngtonu. Z 16 golami został królem strzelców MLS, a za swoją postawę został wyróżniony miejscem w drużynie All-Star. Natomiast drużyna DC United ponownie wygrała MLS Cup. Pod koniec roku Jaime wrócił na krótko do Middlesbrough i po rozegraniu 5 meczów w Division One powrócił na stałe do United. W 1998 roku zaliczył swój najlepszy sezon w barwach DC United, gdy strzelił 16 bramek i zaliczył 11 asyst. Wywalczył Puchar Mistrzów CONCACAF, a także Copa Interamericana. Został też uznany drugim MVP rozgrywek po rodaku Marco Etcheverrym. W 1999 roku znów wygrał MLS Cup, jednak w 2002 roku opuścił prawie połowę sezonu z powodu kontuzji. Popadł w konflikt z trenerem Rayem Hudsonem i w 2003 roku odszedł do nowojorskiego MetroStars. Tam także grał mało z powodu kontuzji, a w 2004 roku wrócił do DC United i ponownie wygrał MLS Cup. Zarówno w 2005, jak i 2006 roku wybierano go do Jedenastki Sezonu, a w 2005 dodatkowo do Jedenastki Wszech Czasów MLS. W 2007 roku w meczu z Toronto FC strzelił 108 gola w Major League Soccer i wyrównał rekord ligi należący do Jasona Kreisa.
| Sezon   | Klub                   | Kraj              | Rozgrywki           | Mecze | Bramki |
| ------- | ---------------------- | ----------------- | ------------------- | ----- | ------ |
| 1991    | Club Blooming          | Boliwia           | LFPB                | ?     | ?      |
| 1992    | Club Blooming          | Boliwia           | LFPB                | ?     | ?      |
| 1993    | Club Blooming          | Boliwia           | LFPB                | ?     | ?      |
| 1993    | Independiente Santa Fe | Kolumbia          | Copa Mustang        | 5     | 1      |
| 1994    | Club Blooming          | Boliwia           | LFPB                | ?     | ?      |
| 1994/95 | Middlesbrough F.C.     | Anglia            | Division One        | 14    | 1      |
| 1995/96 | Middlesbrough F.C.     | Anglia            | Premiership         | 6     | 0      |
| 1996    | DC United              | Stany Zjednoczone | Major League Soccer | 9     | 3      |
| 1997    | DC United              | Stany Zjednoczone | Major League Soccer | 20    | 16     |
| 1997/98 | Middlesbrough F.C.     | Anglia            | Division One        | 5     | 1      |
| 1998    | DC United              | Stany Zjednoczone | Major League Soccer | 31    | 16     |
| 1999    | DC United              | Stany Zjednoczone | Major League Soccer | 25    | 10     |
| 2000    | DC United              | Stany Zjednoczone | Major League Soccer | 25    | 12     |
| 2001    | DC United              | Stany Zjednoczone | Major League Soccer | 24    | 9      |
| 2002    | DC United              | Stany Zjednoczone | Major League Soccer | 16    | 3      |
| 2003    | MetroStars             | Stany Zjednoczone | Major League Soccer | 11    | 2      |
| 2004    | DC United              | Stany Zjednoczone | Major League Soccer | 27    | 7      |
| 2005    | DC United              | Stany Zjednoczone | Major League Soccer | 29    | 16     |
| 2006    | DC United              | Stany Zjednoczone | Major League Soccer | 32    | 11     |
| 2007    | DC United              | Stany Zjednoczone | Major League Soccer | 21    | 7      |
| 2008    | DC United              | Stany Zjednoczone | Major League Soccer | 25    | 10     |

## Kariera reprezentacyjna
W reprezentacji Boliwii Moreno zadebiutował w 1991 roku w wieku 17 lat. W 1994 roku został powołany przez selekcjonera Xabiera Azkargortę do kadry na Mistrzostwa Świata w USA. Tam jako rezerwowy wystąpił w dwóch grupowych spotkaniach: przegranych 0:1 z Niemcami oraz 1:3 z Hiszpanią. W 1997 roku wystąpił na turnieju Copa América 1997, którego gospodarzem była Boliwia. Wywalczył wraz z kadrą wicemistrzostwo Ameryki Południowej, a w turnieju zdobył jedną bramkę, w półfinale z Meksykiem (3:1). W 2007 roku zaliczył Copa América 2007 i strzelił na nim dwa gole: z Wenezuelą (2:2) oraz z Peru (2:2). W 2008 roku zakończył reprezentacyjną karierę, a w kadrze narodowej rozegrał 74 mecze, w których zdobył 8 bramek.